# Aspire
Aspire je věž v areálu univerzity v Nottinghamu. Věž měří 60 metrů, je vyrobena z červené a oranžové oceli. Navrhl ji Ken Shuttleworth a studio Make Architects. Váží 854 tun a stála 800 000 liber. Název byl vybrán v soutěži, které se zúčastnili zaměstnanci a studenti univerzity.
Je vyšší než B of the bang, Nelsonův sloup, Anděl severu a Socha Svobody (bez podstavce).